# Tand
Een tand is een harde, van zichzelf min of meer witte en gecalcificeerde structuur in de mond van veel dieren. Tanden vormen samen met de kiezen het gebit.
Veel gewervelden - mensen, andere zoogdieren, de meeste reptielen, behalve schildpadden, en veel vissen - hebben tanden. Amfibieën hebben geen of alleen kleine tanden. Gewervelden die geen tanden hebben zijn de moderne vogels, in plaats daarvan hebben zij een scherpe snavel, die dezelfde functies heeft als tanden. Insecten en schaaldieren hebben ook geen tanden, in plaats daarvan hebben ze mandibelen met een analoge functie aan die van tanden bij gewervelden.

## Geschiedenis
Hoe en wanneer tanden in hun huidige vorm precies zijn ontstaan is niet bekend. Een hypothese is dat tanden en kaken van gewervelden zich gelijktijdig zouden hebben ontwikkeld, maar dit lijkt te worden weerlegd door de vondst van kaakloze fossielen waarin gemineraliseerde structuren zijn aangetroffen met dezelfde histologie als die van tanden. Dergelijke structuren zijn zowel in de fossielen van gewone vissen als van kaakloze vissen aangetroffen. "Echte" tanden, dat wil zeggen met glazuur en dentine, kwamen in ieder geval al voor bij de late Conodonta, maar volgens nieuwe paleontologische inzichten moet deze evolutie los worden gezien van die van tanden zoals die tegenwoordig bekend zijn.

## Bouw en functies

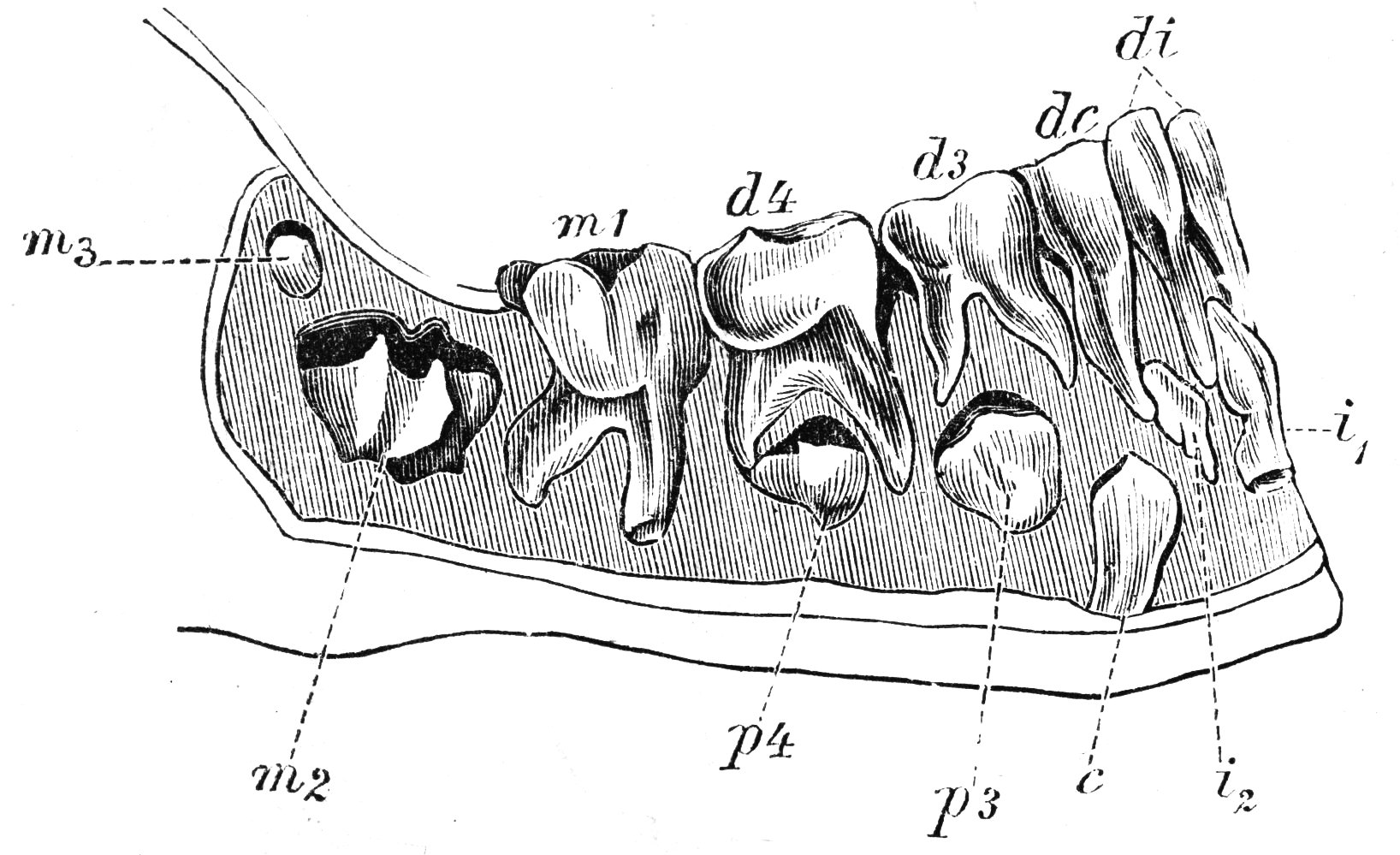
De onderkaak van een rund. De tanden zijn stomp en daardoor bij uitstek geschikt voor het vermalen van planten.

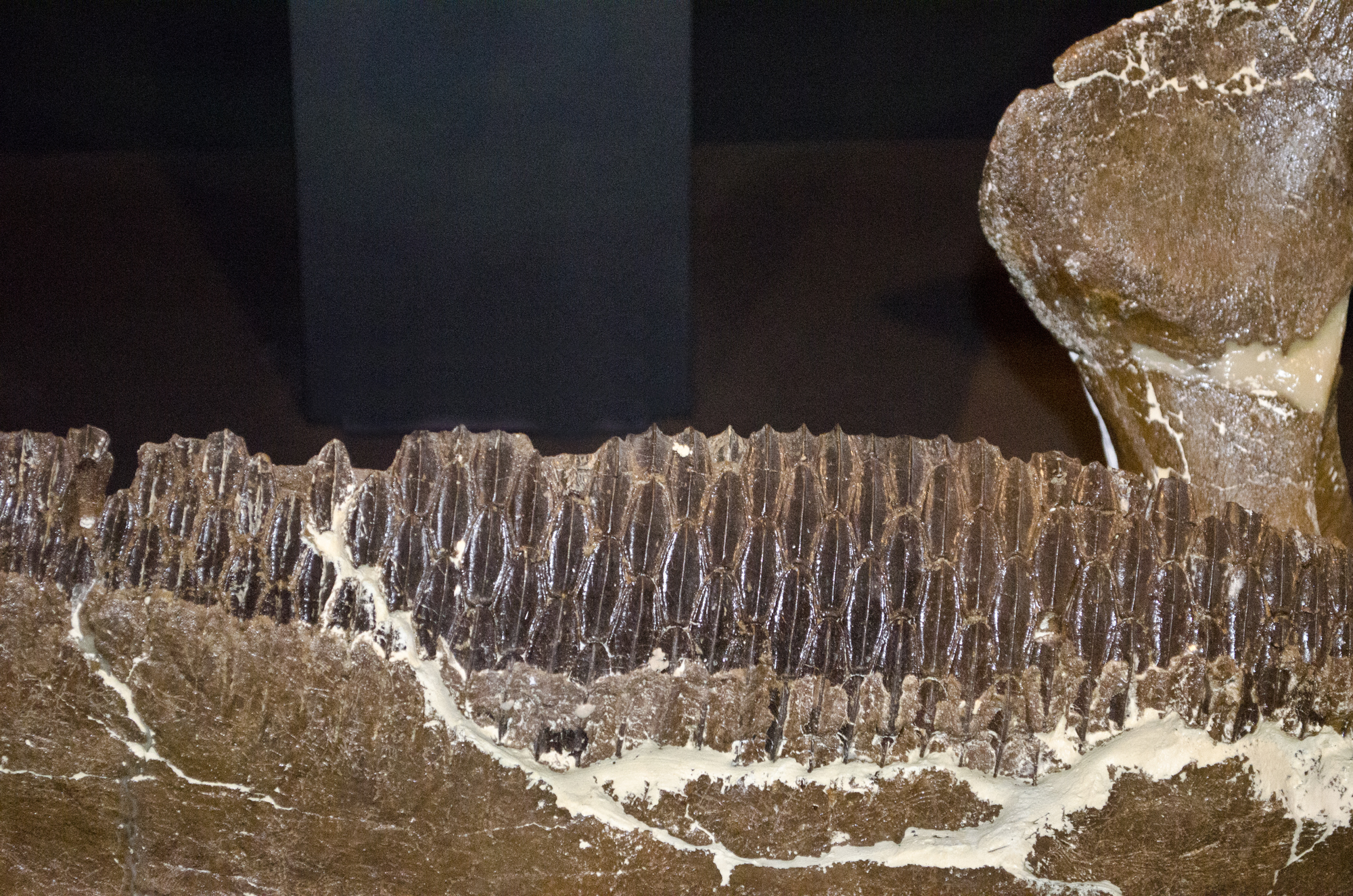
De onderkaak van Edmontosaurus. Dit was een plantenetende dinosauriër met een tandbatterij

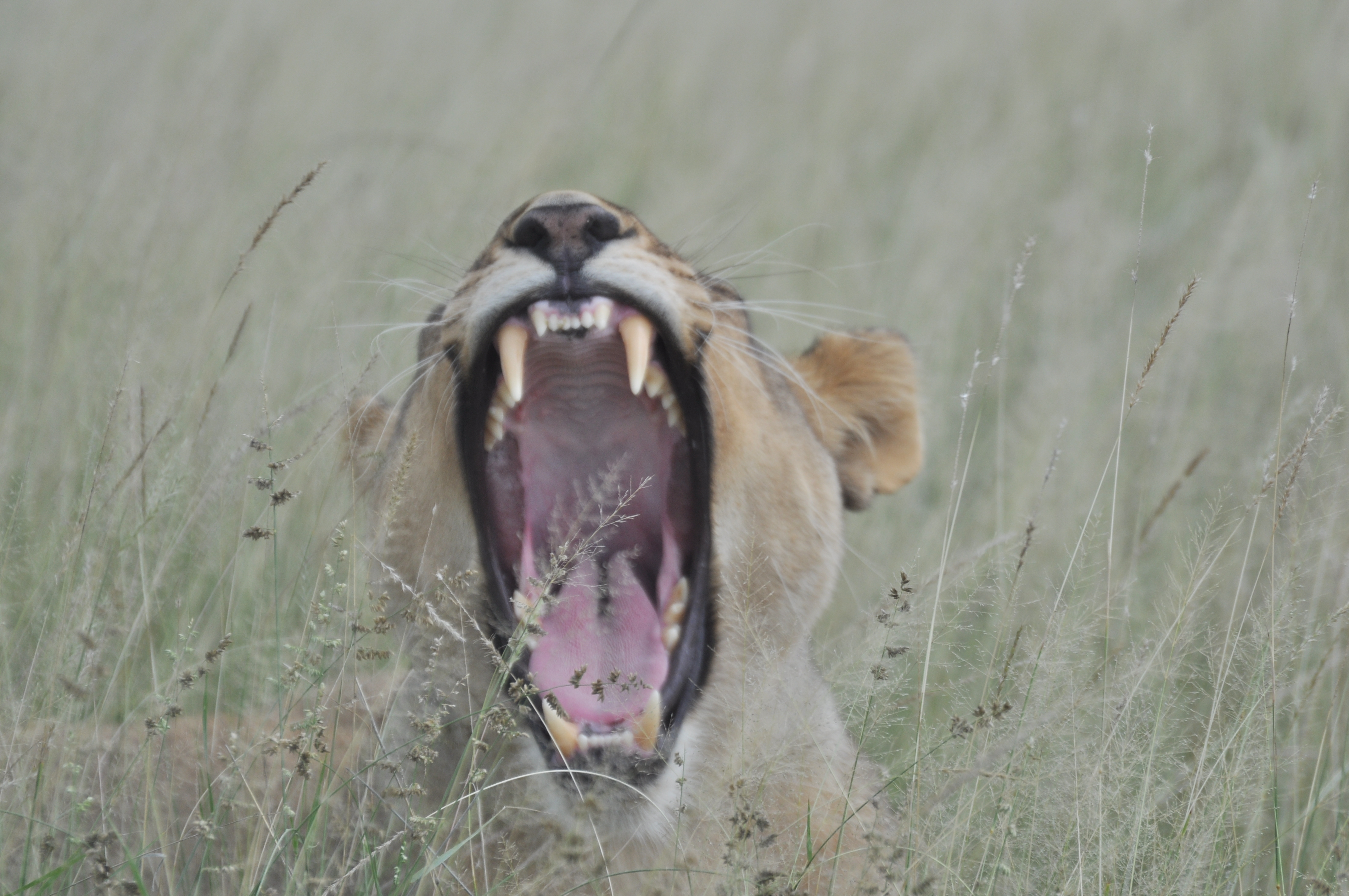
De scherpe tanden van een leeuw zijn speciaal geschikt voor het verscheuren van vlees.

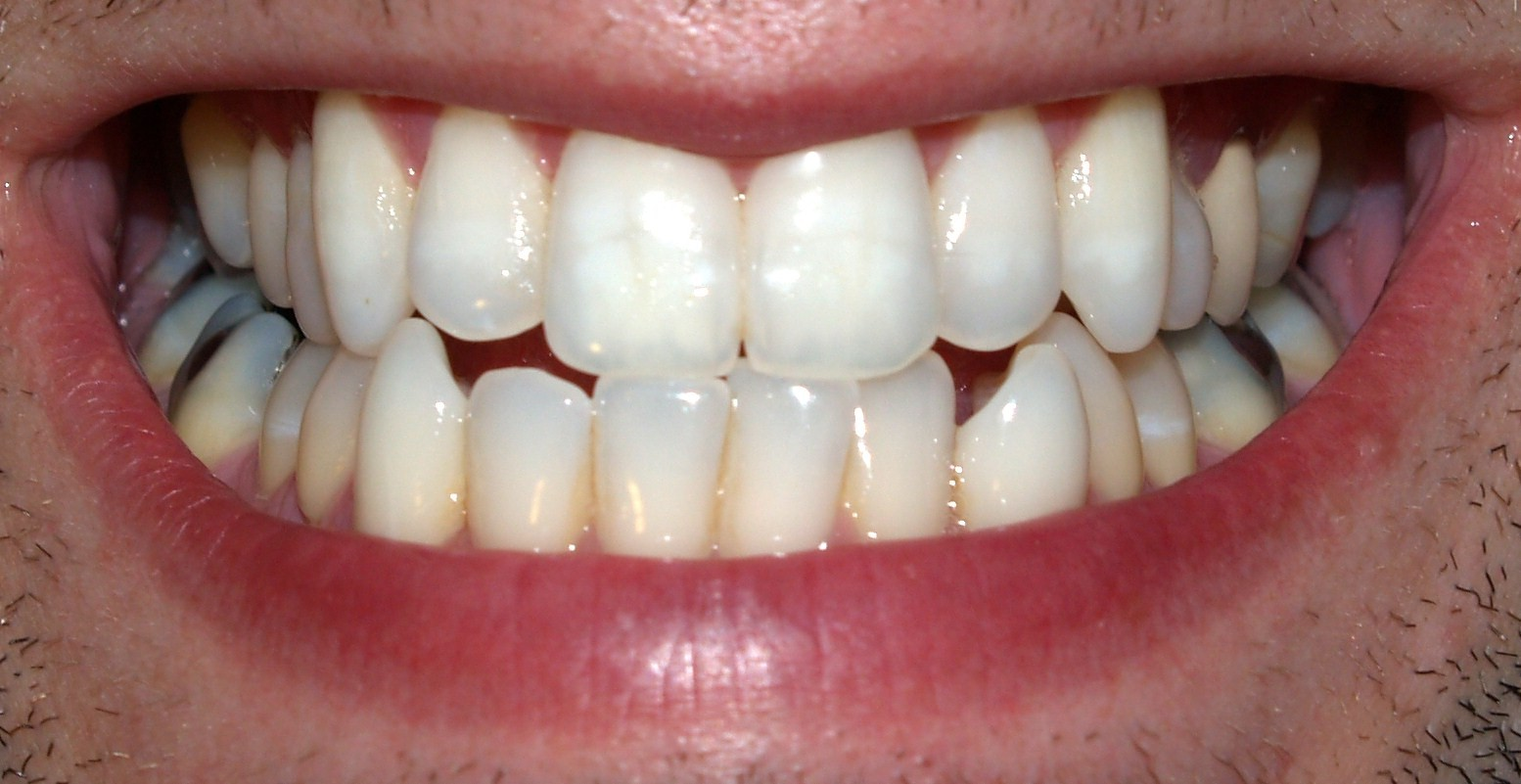
Tanden maken ook onderdeel uit van het menselijke gebit.

Tanden hebben evolutionair gezien twee hoofdfuncties.
Enerzijds zijn het, net als klauwen, wapens. Dieren met veel en sterke tanden zijn vaak predatoren, die er hun prooi mee vangen, doden en verscheuren, en aaseters, waarvan sommige zelfs botten kraken die de roofdieren niet klein krijgen. Daarnaast zijn er ook planteneters met sterke tanden voor een taai menu, zoals noten, maar voor de meeste, zoals herkauwers en andere grazers, volstaat een 'bot' gebit.
De andere hoofdfunctie van tanden is het afsnijden en fijnmalen van voedsel, als eerste halte in het proces van de spijsvertering. Vleeseters knippen hun prooi ermee in kleinere stukken en planteneters kauwen en herkauwen er hun voedsel mee. Voordat het voedsel in de slokdarm en maag komt, kan het worden fijngekauwd door de kiezen. Hoektanden houden het voedsel op zijn plaats, zodat zelfs als de prooi nog spartelt toch te eten valt. Snijtanden van herbivoren en omnivoren zijn bedoeld om groente, fruit, bladeren en ander plantaardig materiaal te eten.
Aan de vorm van tanden is vaak te zien wat voor voedingspatroon het dier heeft, bijvoorbeeld herbivoor, carnivoor of insectivoor. De omnivoor is te herkennen aan zijn polyvalente gebit.
Een giftand heeft een ingebouwde 'injectienaald', waarmee diverse slangen en andere dieren een prooi of vijand een dosis dodelijk of verlammend vergif kunnen toedienen bij elke beet.
Sommige zoogdieren hebben slagtanden, die verscheidene functies kunnen hebben, zoals verdediging, rivalen bevechten en uiting van de fysieke conditie.
De tanden van reptielen zijn vaak conisch van vorm.

## Situering
Vooral bij zoogdieren zitten de tanden meestal in de kaakholten. Bij reptielen en vissen zitten ze vaak in het verhemelte of de mondbodem. Bij sommige beenvissen bevinden de tanden zich nog verder weg, in de farynx.

## Monophyodontie, diphyodontie en polyphyodontie
Dieren die in hun leven slechts één serie tanden ontwikkelen heten monophyodonten. Zoogdieren zijn in het algemeen diphyodonten, wat betekent dat ze twee stellen tanden ontwikkelen. Bij de mens heet de eerste set dan het melkgebit en deze verschijnt bij baby's van ongeveer zes maanden. Sommige baby's worden met een of meer zichtbare tanden, de zogenaamde neonatale tanden geboren. De tweede en definitieve set ontstaat in de periode van het wisselgebit. Kangoeroes, olifanten en lamantijnen vormen in dit opzicht een uitzondering op de regel voor zoogdieren, omdat ze polyphyodonten zijn.
Haaien ontwikkelen elke twee weken een nieuwe serie tanden. Hun tanden zijn niet exact dezelfde structuren als die van zoogdieren en reptielen, maar lijken er qua vorm erg op en hebben naar alle waarschijnlijkheid ook dezelfde evolutionaire herkomst.
De snijtanden van knaagdieren groeien voortdurend weer aan nadat ze door het vele knagen zijn afgesleten. De kiezen van huiscavia's, woelmuizen, hazen en konijnen groeien hun hele leven lang.

## Samenstelling
De tand bestaat uit de volgende zes componenten:
- glazuur of email
- tandbeen of dentine
- tandpulpa, ook nog tandmerg, tandholte of pulpakamer
- bloedvat
- zenuw

Er zijn vier onderdelen als zodanig te benoemen:
- kroon
- hals
- wortels
- parodontium

## Metonymie
- Niet voor bijten bedoelde, maar op tanden gelijkende lichaamsdelen worden ook tand genoemd, met name de eitand waarmee de jongen van sommige diersoorten, waaronder vogels, zoals kippen, zich een weg door de eischaal breken.
- Bij de bladeren van planten kan de bladrand 'getand' zijn.
- Tandwielen hebben voor hun functie aan de rand tanden.